# فرناندو بالوميكي
فرناندو بالوميكي (بالإسبانية: Fernando Palomeque)‏ هو لاعب كرة قدم ومدرب كرة قدم مكسيكي في مركز مدرب، ولد في 20 مارس 1968 في مدينة مكسيكو في المكسيك. لعب مع نادي غريسيا.